# Міндюк Грицько Павлович
Грицько Павлович Міндюк (29 січня 1881, місто Володимир, Волинська губернія, Російська імперія — ?) — підполковник Армії УНР.

## Біографія
Народився у місті Володимирі Волинської губернії. 
Закінчив Рівненське реальне училище, Військово-топографічне училище (у 1903 році). Брав участь у Російсько-японській війні. Згодом служив у Геодезичному управлінні. Останнє звання у російській армії — капітан.
З 1917 року — старшина Геодезичного управління Генерального штабу Центральної Ради. У 1920–1921 роках — викладач топографії Спільної юнацької школи. 
Подальша доля невідома.